# Polonia Bytom
Polonia Bytom ist ein polnischer Sportverein aus der oberschlesischen Stadt Bytom (deutsch Beuthen).
Die offizielle Gründung war bereits im Jahr 1920. Nach dem dritten Aufstand in Oberschlesien wurde er 1922 von den Deutschen aufgelöst. Am 21. Mai 1945 wurde er als Towarzystwo Sportowe Polonia Bytom von aus Lemberg vertriebenen Polen neu gegründet. Die traditionellen Mannschaftsfarben setzen sich aus gestreiften Blau und Rot zusammen, den Farben des ehemaligen polnischen Vereins Pogoń Lwów. Der Verein führt eine enge Verbindung zu den Fangruppierungen von Arka Gdynia, Zagłębie Lubin und Odra Opole.

## Fußballabteilung

### Geschichte

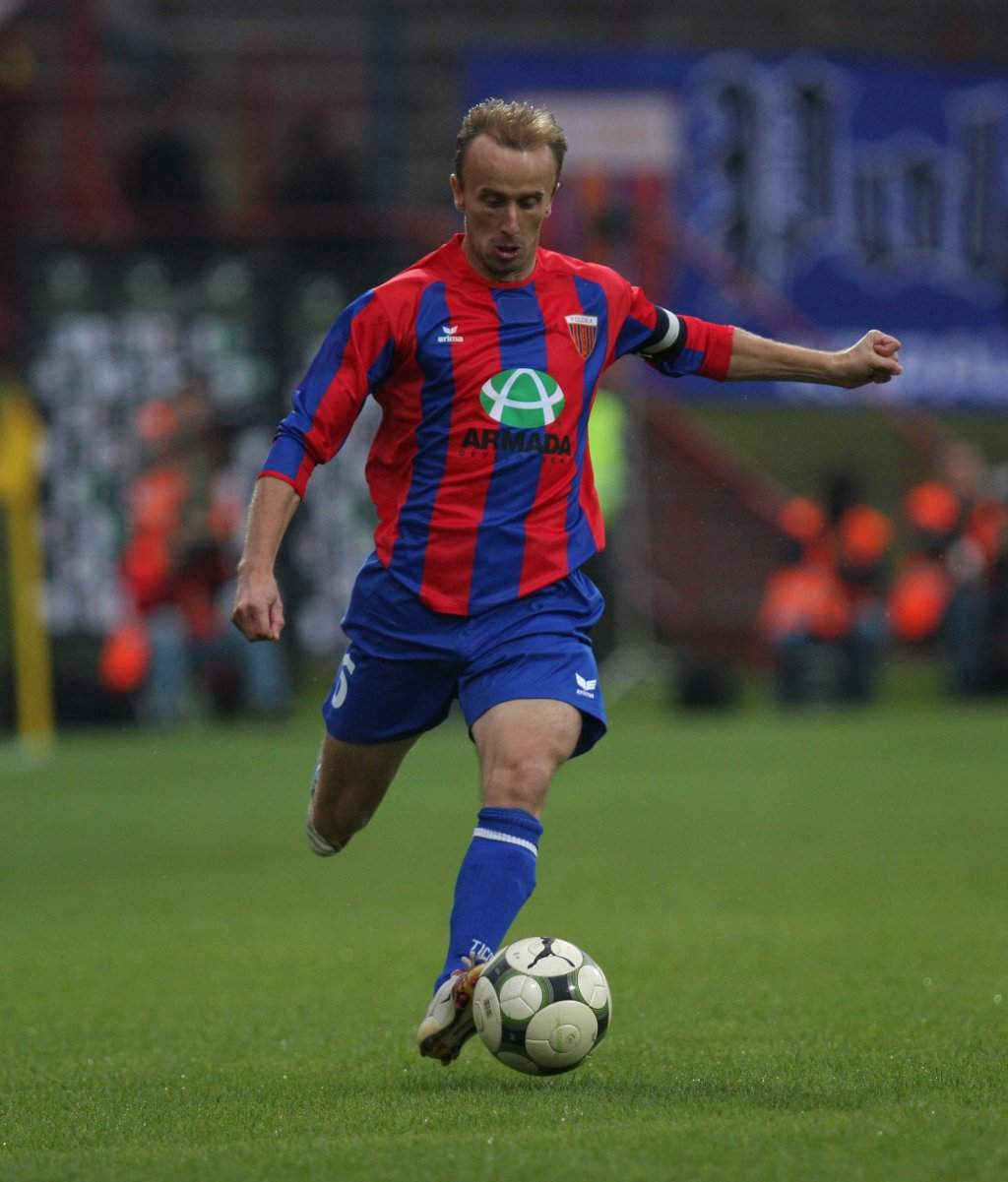
Jacek Trzeciak – ehemaliger Kapitän der Polonia und Fanliebling

Nachdem sich der Verein in der Kriegszeit aufgelöst hatte, wurde er 1945 neugegründet und bestritt sein allererstes Spiel gegen Warta Posen. Die größten Erfolge der Vereinsgeschichte waren die zweimaligen Meistertitel (1954 und 1962), sowie der Gewinn des International Football Cup, welcher dem heutigen Intertoto Cup entspricht, gegen SC Leipzig mit 5:4. Der Verein stand sogar schon im Jahre zuvor im Finale, verlor jedoch unglücklich 0:1 gegen den slowakischen Vertreter Slovnaft Bratislava. Bytom erreichte dreimal das Finale des polnischen Pokals, konnte die Trophäe jedoch niemals gewinnen. Außerdem war man der erste polnische Verein der es geschafft hat, in die zweite Runde des Pokal des Landesmeisters (der heutigen Champions League) einzuziehen. Am 7. Juli 1997 wurde der Verein mit dem Stadtrivalen Szombierki Bytom fusioniert, doch aufgrund von ständigen Unruhen wurde die Fusion am 30. November 1998 beendet.
In der Saison 2004/05 spielte der Verein noch in der dritthöchsten polnischen Liga, ehe er am 22. Juni 2005 durch ein Relegationsspiel gegen Szczakowianka Jaworzno in die zweithöchste polnische Liga aufstieg. Nachdem es im Hinspiel nur zu einem torlosen Unentschieden reichte, machte die Polonia im Rückspiel daheim mit einem 1:0-Sieg alles klar. In der folgenden Saison musste der Verein nochmal in die Relegation gegen Unia Janikowo und realisierte erneut den Klassenerhalt.
Vor der Saison 2006/07 wurde Dariusz Fornalak als neuer Trainer vorgestellt und erreichte am Ende der Saison den 3. Tabellenplatz und damit den direkten Aufstieg in die Ekstraklasa. Erst nach dem 3:2-Sieg gegen Piast Gliwice am vorletzten Spieltag, konnte die Polonia nach 21 Jahren Abstinenz wieder die Erstklassigkeit erreichen.

#### Ekstraklasa Ära 2007–2011
Da das Stadion der Polonia nicht den Sicherheitsmaßnahmen der Ekstraklasa entsprach, musste der Verein in der Hinrunde der Saison 2007/08 die Heimspiele im Stadion von Ruch Chorzów austragen. Nach einem katastrophalen Saisonstart mobilisierte der Verein sich erst gegen Mitte der Hinrunde und fing an wichtige Punkte im Klassenerhalt zu sammeln. Am 12. Dezember 2007 wurde dann der Vertrag mit Aufstiegstrainer Dariusz Fornalak aufgelöst und die Saison auf dem 13. Tabellenrang beendet.
Vor der Saison 2008/09 bekam der Verein die Lizenz vorerst wieder nicht, da einerseits Schulden den Verein belasteten und andererseits das Stadion nicht den neuen Richtlinien des polnischen Fußballverbandes (PZPN) entsprach. Nachdem der Verein alles Mögliche tat, um in der Ekstraklasa antreten zu dürfen, bekam er am 7. Juli 2008 im dritten Anlauf letztendlich die Lizenz. Marek Motyka wurde am 9. Juli 2008 als neuer Trainer vorgestellt.  Nach einer zufriedenstellenden Hinrunde, welche auf Tabellenplatz 8 beendet wurde, und einer guten Wintervorbereitung musste Marek Motyka am 15. März 2009 nach der 0:3-Heimspielniederlage gegen Ruch Chorzów nach nur drei Spielen seinen Trainerposten räumen. Noch am selben Tag stellte die Führungsetage den Ukrainer Jurij Szatałow als neuen Cheftrainer vor. Zuvor ist es in der Winterpause laut um den Verein geworden, als die Spieler Jakub Zabłocki und Tomasz Owczarek sich dem Training verwiesen hatten und folgend suspendiert wurden. Die Saison beendete der Verein aus Oberschlesien auf Tabellenrang 7. Ab der Saison 2009/10 wird Polonia Bytom vom dänischen Sportartikelhersteller Hummel ausgerüstet.
Die Saisonvorbereitung 2009/10 für den Club aus Oberschlesien verlief schwer, da man einerseits viele Stammspieler nicht weiter an den Verein binden konnte und andererseits nicht viel Geld zur Verfügung stand, das Budget des Klubs lag bei rund 8 Millionen Złoty, um Neuzugänge anzuheuern. Trainer Jurij Szatałow hatte über 40 Probespieler während der ganzen Sommerpause getestet und konnte erst ganz knapp vor Ligabeginn am 31. Juli 2009 den kompletten Kader vorstellen.
Anders als die Spielzeiten zuvor, konnte der Verein sich frühzeitig die Lizenz sichern und musste lediglich die sanitären Einrichtungen und Zuschauertoiletten renovieren. Nach vielen Testspielen und einem Trainingslager in Deutschland, feierte man in Bytom den Ligauftakt der Ekstraklasa 2009/10 zu Hause gegen den GKS Bełchatów, wo man durch einen Treffer von Szymon Sawala mit 1:0 gewann. Während dem Team ein toller Saisonstart mit 16 Punkten nach 8 Spielen gelang und sie völlig unerwartet zwischenzeitlich auf Platz 3 in der Liga standen, verloren sie unerwartet in der 2. Runde des polnischen Pokals gegen den Fünftligisten Bytovia II Bytów mit 1:2. Mit 6 Siegen, sowie 6 Remis und 5 Niederlagen und insgesamt 24 Punkten beendete der Verein die Hinrunde auf Tabellenrang 7. Diesen Tabellenplatz konnte der Club auch bis zum Saisonende innehalten und schloss die Saison mit 37 Punkten ab und konnte auch im dritten Jahr das Ziel Klassenerhalt realisieren.
Auch vor der Spielzeit 2010/11 fand wieder ein radikaler Umbruch des Kaders statt, welcher jedoch nicht auf so großes mediales
Interesse stieß wie die Spielzeiten zuvor. So wurden beispielsweise Leistungsträger wie Adrian Klepczyński und Wojciech Skaba abgegeben und auch der langjährige Kapitän Jacek Trzeciak gab nach der Saison 2009/10 sein Karriereende bekannt. So wurden insgesamt 15 neue Spieler verpflichtet, größtenteils bestehend aus Ekstraklasa-Akteuren und osteuropäischen Legionären.
Auch der Saisonauftakt verlief mäßig und so konnte das Team aus Oberschlesien erst am 5. Spieltag den ersten dreifachen Punktegewinn mit einem 2:0-Heimsieg über Zagłębie Lubin verbuchen. In den kommenden Spieltagen konnte sich der Verein fangen, wurde jedoch Ende September durch einen Korruptionsvorfall im Vorstand erschüttert.
So wurde am 30. September 2010 Manager Damian Bartyla vom Antikorruptionsverband CBA verhaftet.
Am 29. Oktober 2010 verließ dann überraschend Cheftrainer Jurij Szatałow den Verein und wechselte zum Ligakonkurrenten Cracovia. Ersetzt wurde er durch den ehemaligen polnischen Nationalspieler Jan Urban, der sein Debütspiel gegen eben jene Cracovia mit 1:0 durch einen Treffer von Dariusz Jarecki gewann. Der Vertrag Urbans galt bis zum Saisonende. Doch auch Urban blieb dem oberschlesischen Traditionsverein nicht lange erhalten und so griff man zum Saisonendspurt auf den ehemaligen Aufstiegstrainer Dariusz Fornalak. Nach einer schwachen Rückrunde verlor der Verein aber viele Ligaspiele, darunter auch wichtige Abstiegsduelle gegen Tabellennachbarn und stieg am letzten Spieltag sogar als Tabellenletzter ab. Somit fand sich der Club nach 3 Jahren Zugehörigkeit in der Ekstraklasa zur Spielzeit 2011/12 in der 1. Liga wieder.

#### Seit 2011 – der Fall in den Amateurfußball
Nach dem ernüchternden Abstieg aus der Ekstraklasa 2011 verließ ein Großteil des Kaders den Verein, darunter auch jahrelange Führungsspieler wie Marek Bažík, Peter Hricko und Grzegorz Podstawek. Es erfolgte ein radikaler Umbruch mit vielen neuen und vor allem jungen Spielern. Doch der Saisonstart verlief katastrophal für die Polonia. Man verlor sowohl gegen Pogoń Stettin, Warta Posen als auch Piast Gliwice und stand nach drei Spieltagen, keinem einzigen Zähler und keinem einzigen Treffer auf dem letzten Tabellenplatz. Nach der Hinrunde befand sich Polonia auf dem vorletzten Platz mit sechzehn Punkten aus siebzehn Spielen.
Der zwölfmalige Torschütze und somit bester Vereinsschütze der Hinrunde, Juniorennationalspieler Jakub Świerczok, verließ in der Winterpause den Verein und gab seinen Wechsel zum deutschen Bundesligisten 1. FC Kaiserslautern bekannt. In den Medien wurde eine Ablöse in Höhe von 420.000 € kolportiert.
Nach der 1:3-Heimniederlage am 20. Mai 2012 gegen Arka Gdynia stand die Polonia als wiederholter Absteiger fest und stieg somit binnen zwei Spielzeiten von der ersten Liga bis in die dritte Liga ab. Mit einem 2:0-Auswärtssieg am letzten Spieltag konnte man sich mit einem Sieg aus der Liga verabschieden und beendete die Spielzeit mit 36 Punkten auf Rang 15. Somit wäre der Verein 2012 das erste Mal seit der Spielzeit 2004/05 wieder in der dritten polnischen Liga beheimatet gewesen, profitierte aber von dem Rückzug von Ruch Radzionków aus der zweiten Liga und stieg somit nicht ab. In der nächsten Saison 2012/13 hatte der Klub aber schon fünf Spieltage vor Schluss 15 Punkte Rückstand auf den ersten Nicht-Abstiegsplatz, der von OKS Stomil Olsztyn belegt wurde. Da man aber auch das direkte Duell gegen Stomil Olsztyn verloren hatte, stand Polonia Bytom recht früh als Absteiger fest.
Ein weiterer Schicksalsschlag der jüngeren Polonia-Geschichte ereignete sich am 9. Oktober 2013. Nach einem relativ erfreulichen Saisonstart mit 17 Punkten aus 11 Spielen gab der Verein bekannt, dass Ex-Spieler und Fanliebling Jacek Trzeciak (Trainer seit 2. Oktober 2012) von seinem Amt als Chef-Trainer entbunden wird. Sein Nachfolger wurde Artur Skowronek. Nach zwei Jahren in der 3. Liga spielte Polonia Bytom seit der Saison 2015/16 wieder in der 2. Liga, in der Saison 2016/17 stieg man ab und spielt seitdem in der fünftklassigen 4. Liga. Nach den Aufstiegen 2022/23 und 2024/25 spiel der Verein wieder in der 1. Liga, Polens zweithöchster Spielklasse.

### Erfolge
- Polnischer Meister: 1954, 1962
- Polnischer Vizemeister: 1952, 1958, 1959, 1961
- Polnischer Pokalfinalist: 1964, 1973, 1977
- Gewinner des International Football Cup: 1965
- ISL-Sieger 1965

### Europapokalbilanz
| Saison  | Wettbewerb                    | Runde    | Gegner               | Gesamt | Hin     | Rück    |
| ------- | ----------------------------- | -------- | -------------------- | ------ | ------- | ------- |
| 1958/59 | Europapokal der Landesmeister | Vorrunde | MTK Budapest         | 0:6    | 0:3 (H) | 0:3 (A) |
| 1962/63 | Europapokal der Landesmeister | Vorrunde | Panathinaikos Athen  | 6:2    | 2:1 (H) | 4:1 (A) |
| 1962/63 | Europapokal der Landesmeister | 1. Runde | Galatasaray Istanbul | 2:4    | 1:4 (A) | 1:0 (H) |

Gesamtbilanz: 6 Spiele, 3 Siege, 3 Niederlagen, 8:12 Tore (Tordifferenz −4)

### Bekannte ehemalige Spieler
| - Zygmunt Anczok - Henryk Apostel - Jan Banaś - Dietmar Brehmer - Bogdan Dlugajczyk - Marcin Brosz - Jerzy Brzęczek - Helmut (Henryk) Kempny - Adrian Klepczyński - Marcin Komorowski - Wacław Kruczkowski - Jan Liberda - Horst Mahseli | - Maciej Murawski - Werner (Pawel) Orzechowski - Michal Peškovič - Grzegorz Podstawek - Wojciech Skaba - Walerij Sokolenko - Jakub Świerczok - Edward Szymkowiak - Kazimierz Trampisz - Jacek Trzeciak - Jakub Zabłocki |

### Stadion
Der Verein trägt seine Heimspiele im Edward-Szymkowiak-Stadion aus, welches 1929 erbaut wurde. Es bietet den Heimfans gut 5.000 Plätze und die Gesamtkapazität des Stadions beträgt 5.500 Plätze. Das Stadion besitzt eine Flutlichtanlage und eine Rasenheizung ist auch vorhanden. Aufgrund von Erdschäden verrutscht das Vereinsheim, sowie das anliegende Stadion jedes Jahr um einige Zentimeter. Nach Renovierungen in den letzten Jahren wurde im September 2008 das neue Dach über der Haupttribüne beim Ligaspiel gegen Górnik Zabrze eingeweiht. Namensgeber des Stadions ist der ehemalige Polonia Bytom Akteur Edward Szymkowiak. Im Februar 2013 gab der Verein bekannt, die Zuschauerkapazität des Stadions auf 2.304 Plätze zu reduzieren, da er sich finanziell nicht mehr genügend Ordner für die Spiele leisten könne.
Am 31. März 2017 erfolgte durch die Stadt Bytom eine Ausschreibung zur Erneuerung des gesamten Sportkomplexes rund um das Edward-Szymkowiak-Stadion. Das Projekt soll bis zum Jahr 2019 realisiert werden und neben einem Stadion mit drei überdachten Tribünen auch eine Mehrzweck-Sporthalle mit zwei Eisflächen und einem Schwimmbad beinhalten. Die Gesamtkosten werden auf 115 Mio. Złoty geschätzt.

### Fans
Die Fans von Polonia Bytom, haben seit den 1980er Jahren eine enge Fanfreundschaft zu den "Archows" und zu den Fans von Zagłębie Lubin. Traditionell  sind die Ultras auch eng befreundet mit Odra Opole und Zawisza Bydgoszcz. Eng verfeindet ist man mit dem niederschlesischen Klub Śląsk Wrocław und mit dem Hauptstadtverein Legia Warschau.

## Eishockeyabteilung
Die Eishockeymannschaft von Polonia Bytom gehört mit sechs Meistertiteln zu einem der erfolgreichsten polnischen Vereine der Vergangenheit. In der Saison 2011/12 spielt der Verein in der zweithöchsten polnischen Eishockeyliga.